# Stärke als nachwachsender Rohstoff

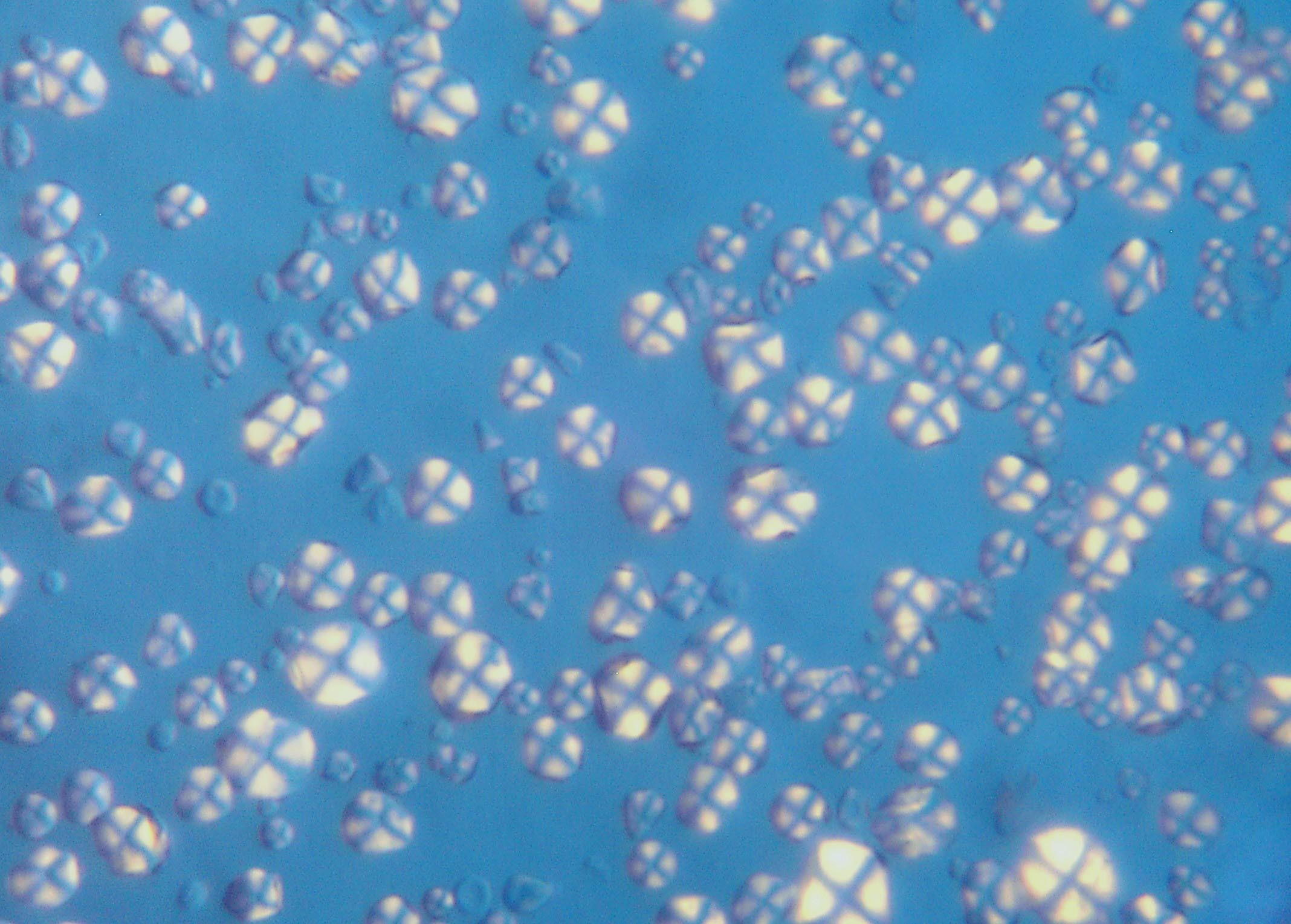
Stärkekörner bei 800-facher Vergrößerung mit Polarisationsfilter.

Stärke, vor allem Kartoffelstärke, Maisstärke und Weizenstärke, gehört aufgrund ihrer vielfältigen Anwendungen in der chemisch-technischen Industrie neben Holz und Zucker zu den wichtigsten nachwachsenden Rohstoffen. Die Hauptanwendungsbereiche für Stärke liegen in der Herstellung von Papier und Wellpappen als Papierstärke sowie in der Fermentationsindustrie als fermentierbares Substrat zur Herstellung verschiedener Plattformchemikalien und von Bioethanol als Biokraftstoff.

## Aufbau und Eigenschaften

Ausschnitt aus einem Amylosepolymer

Ausschnitt aus einem Amylopektinpolymer

Stärke ist als Polysaccharid ein natürliches Biopolymer, das in Form von Stärkekörnern als Energiespeicherstoff in die Zellen von Pflanzen eingelagert wird. Sie besteht aus α-D-Glucose-Einheiten (Monomere), die über glykosidische Bindungen miteinander verknüpft sind. Dadurch ergibt sich die chemische Formel (C6H10O5)n, wobei C für den enthaltenen Kohlenstoff, H für den Wasserstoff und O für den Sauerstoff steht. Im Normalfall besteht ein Stärkemolekül aus 104 bis 106 Glucoseeinheiten, wobei es zwei verschiedene Typen gibt:
- 20–30 % der Stärke besteht aus Amylose, linearen Ketten mit helikaler (Schrauben-)Struktur, die nur α-1,4-glykosidisch verknüpft sind und
- 70–80 % besteht aus Amylopektin, stark verzweigten Strukturen, mit α-1,6-glykosidischen und α-1,4-glykosidischen Verknüpfungen.

Aufgrund der OH-Gruppen sowie der glykosidischen Bindung der einzelnen Monomere lässt sich Stärke auf unterschiedliche Arten chemisch modifizieren und so für unterschiedliche Zwecke nutzbar machen. So gewinnt man durch verschiedene Substitutionen Stärkeether (Stärke-O-R) oder Stärkeester (Stärke-O-CO-R), außerdem lassen sich verschiedene Moleküle mit dem Stärkepolymer verknüpfen (R-O-Stärke-O-R und/oder R-OC-O-Stärke-O-CO-R). Durch Oxidation der primären OH-Gruppen lassen sich oxidierte Stärken sowie Stärkemoleküle mit vermehrten COOH- oder CHO-Gruppen gewinnen, bei einer Oxidation der sekundären OH-Gruppen resultieren vermehrte CHO- und CO-Gruppen sowie Ringbildungen der Moleküle C2 und C3. Bei der Thermolyse und der Pyrolyse lässt sich unter Abscheidung von Wasser Laevoglucosan gewinnen, das als Ausgangsstoff für eine Reihe von Produkten genutzt werden kann.
Durch Hydrolyse mit Hilfe von Enzymen oder Säuren können die glykosidischen Bindungen aufgebrochen werden, wodurch verschiedene modifizierte Stärken, Dextrine sowie stärkebasierte Zuckerstoffe entstehen. Zu letzteren gehören vor allem Glucose (Dextrose), Maltodextrin, Glucosesirup, Maltose, Fructose und Sorbitol.

## Herkunft und Zusammensetzung
| Rohstoffpflanze | Stärkegehalt (in % der genutzten Pflanzenteile) |
| --------------- | ----------------------------------------------- |
| Erbse           | 40                                              |
| Gerste          | 75                                              |
| Kartoffel       | 82                                              |
| Mais            | 71                                              |
| Maniok          | 77                                              |
| Reis            | 89                                              |
| Roggen          | 72                                              |
| Sorghum         | 74                                              |
| Süßkartoffel    | 72                                              |
| Triticale       | 74                                              |
| Weizen          | 74                                              |

Stärke für technische Anwendungen wird aus verschiedenen Nutzpflanzen gewonnen. Die international wichtigsten stärkeliefernden Pflanzen stellen dabei Kartoffeln, Mais und Weizen dar, national können Stärkepflanzen wie Maniok (Tapioka, auch Cassava), Reis und Süßkartoffel eine größere Rolle spielen. Diese Pflanzen stellen den Hauptteil der Weltproduktion von etwa 45 Millionen Tonnen. Hinzu kommen weitere Getreidearten (Gerste, Roggen, Triticale), Erbsen, Sagopalmen (Sago) und Yamswurzeln, die vor allem als Stärkelieferanten für Nahrungs- und Futtermittel dienen. In Deutschland wurde im Jahr 2007 aus Kartoffeln, Weizen und Mais 1,53 Mio. t Stärke produziert.
Die Anteile der Stärkearten Amylose und Amylopektin variieren je nach Art und Sorte der Stärkepflanze. Da für die industrielle Verwertung vor allem Amylopektin benötigt wird, werden Stärkepflanzen mit möglichst hohem Amylopektingehalt bevorzugt. So befindet sich in der EU derzeit die gentechnisch veränderte Stärke-Kartoffelsorte Amflora im Zulassungsverfahren, deren Stärke fast ausschließlich aus Amylopektinen besteht. Andere Gerstensorten, deren Stärke zu 95 % aus Amylopektin besteht, beruhen auf konventionellen Züchtungsmethoden.
Die verschiedenen Arten und Sorten unterscheiden sich nicht nur in ihrem Stärkegehalt, sondern auch in der Zusammensetzung der Stärke sowie dem Gehalt an anderen Inhaltsstoffen wie Proteinen, Lipiden und Mineralstoffen, sowie im Feuchtegehalt der unbehandelten Stärke. Diese Inhaltsstoffe machen im Regelfall etwa ein Prozent aus, die Feuchte liegt zwischen 10 und 20 % der Stärkemasse. Geforderte Feuchtegehalte und Inhaltsstoffe werden in nationalen und internationalen Standards festgeschrieben.

## Verwendung
Der Hauptteil von Stärke und deren Produkte wird im Bereich der Lebensmittelindustrie in der Herstellung von Süßwaren, Backwaren, Milchprodukten und insbesondere Getränken in Form von stärkebasierten Zuckerstoffen (vor allem Glukosesirup, Dextrose und Isoglukose) verwendet. Dieser Anteil betrug nach Angaben des deutschen Fachverband der Stärke-Industrie e. V. im Jahr 2008 56 % der in Deutschland verfügbaren Menge von 1,82 Mio. Tonnen Aufgrund der Eigenschaften der Stärke als modifizierbares Polymer sowie seiner Zusammensetzung aus fermentierbaren Zuckereinheiten wird Stärke allerdings auch als nachwachsender Rohstoff in der chemisch-technischen Industrie vielfältig eingesetzt; der Verbrauch an Stärke und Stärkederivaten im Non-Food-Bereich betrug 2008 in Deutschland nach Verbandsangaben mehr als 800.000 t. 10 % bzw. 182.000 t gingen in die chemische und die Fermentationsindustrie, 35 % bzw. 637.000 t wurden in der Papier- und Wellpappeproduktion eingesetzt.

### Stärke in der Papierindustrie
Der größte technische Verbraucher von Stärke ist in Deutschland derzeit die Papierindustrie, die mit 35 % der Gesamtstärkenutzung etwa 637.000 t pro Jahr nachfragt.

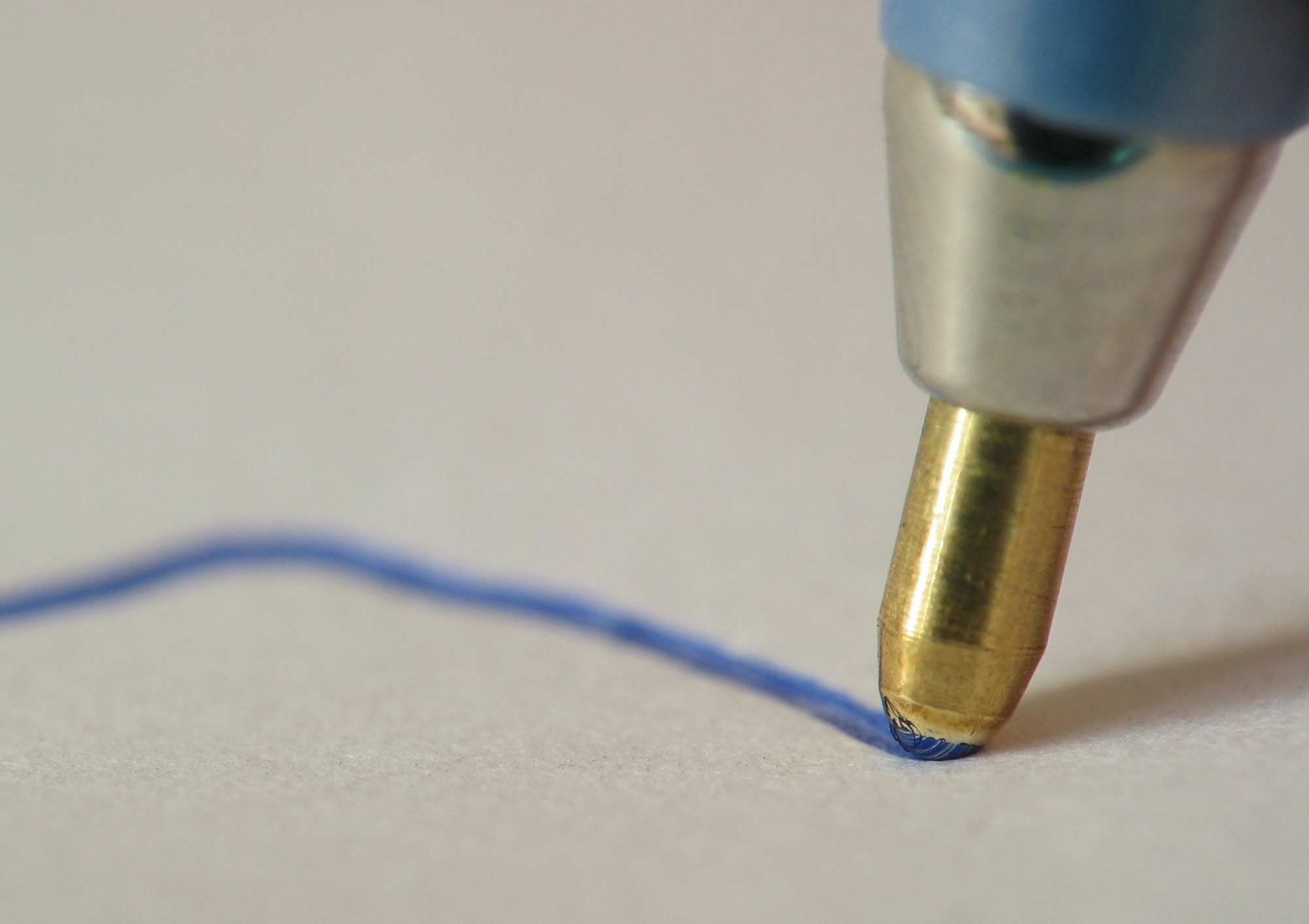
Ohne Leimung würden Schreibtinten auf dem Papier verlaufen

Stärke wird bei der Papierherstellung als Papierstärke zur Behandlung der Papieroberfläche, der so genannten Leimung bzw. Imprägnierung, eingesetzt. Sie verschließt aufgrund der Polymerisierung des enthaltenen Gluten die Oberfläche und verbessert damit die Eigenschaften des Papiers, um es beschreib- oder mit wässrigen oder alkoholischen Tinten bedruckbar zu machen. Der Effekt beruht auf einer Hydrophobierung des Papiers, das in seinem Normalzustand hydrophil ist. In ungeleimtem Zustand würden wasserbasierte und niedrigviskose Schreibmaterialien wie Tinte oder Tusche verlaufen, und die Kapillarität des Papieres würde so ein sauberes Schriftbild behindern, wie es bei ungeleimten Produkten wie etwa Toilettenpapier oder Küchenkrepp der Fall ist. Ähnliche Effekte können auch durch den Einsatz von modifizierter Cellulose (beispielsweise Carboxymethylcellulose) oder Polyvinylalkohol erreicht werden.
Bei der Herstellung von Wellpappe wird Stärke vor allem als Stärkekleister eingesetzt, um die Papierschichten miteinander zu verkleben. Allein hierfür wurden 2008 in Deutschland mehr als 100.000 t Stärke in Form von Stärkeleim verbraucht.

### Stärke als Fermentationssubstrat

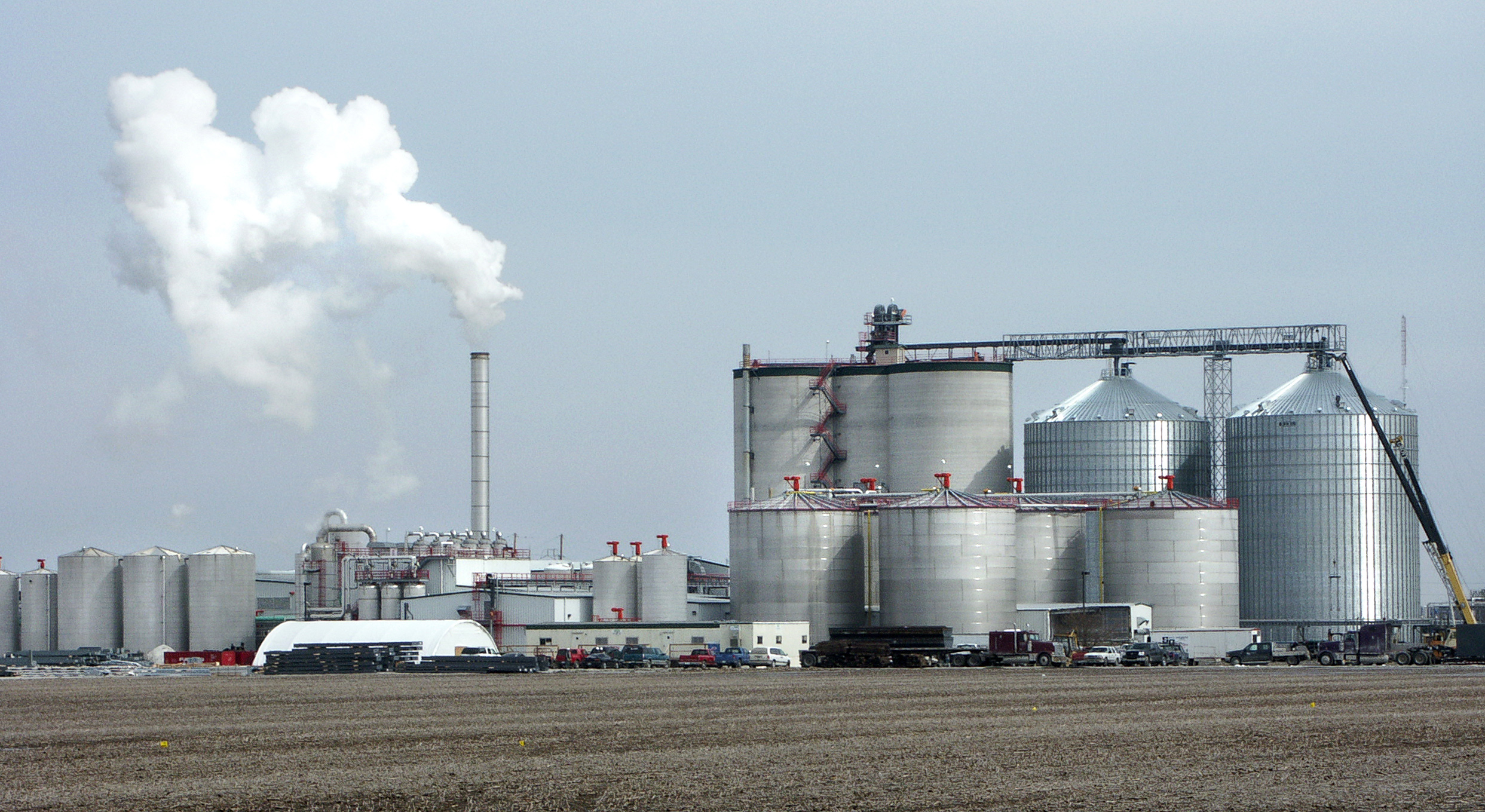
Bioethanolanlage in Burlington, Iowa.

Stärke stellt als Glucosepolymer einen natürlichen Energiespeicher für Pflanzen dar, der entsprechend im Stoffwechsel von fast allen Organismen abgebaut werden kann. In der Fermentationsindustrie bzw. Biotechnologie stellt Stärke entsprechend neben Saccharose das wichtigste Substrat zur Gewinnung verschiedener Produkte dar, die von Bakterien oder Pilzen produziert werden. Das Spektrum reicht dabei von Bioethanol über verschiedene Aminosäuren, Organische Säuren wie Zitronensäure und Essigsäure, Enzymen und Antibiotika bis zu Biomonomeren und -polymeren wie Polyhydroxyalkanoate (PHA; u. a. Polyhydroxybuttersäure, PHB) oder Polymilchsäure (PLA). Während Bioethanol in Brasilien vor allem auf der Basis von Zucker aus dem Anbau von Zuckerrohr gewonnen wird, stellt in den USA Mais den Hauptrohstoff dar. Nach Angaben der deutschen Bioethanolwirtschaft werden in Deutschland knapp zwei Drittel des Bioethanols aus stärkehaltigen Pflanzen, vor allem Weizen, gewonnen.
Die Produktion ist in der Regel unabhängig vom Substrat, bei fast allen Fermentationsprozessen können also sowohl Stärke als auch Saccharose sowie verschiedene zuckerhaltige Produkte (in der Regel Dicksaft und Melasse) genutzt werden. Da auch die Cellulose als Hauptbestandteil des Holzes ein Zuckerpolymer darstellt, steht diese für zukünftige Anwendungen, v. a. der Produktion von Cellulose-Ethanol sowie der Verwendung in der Bioraffinerie, ebenfalls als alternatives Substrat zur Diskussion.

### Stärkebasierte Kunststoffe

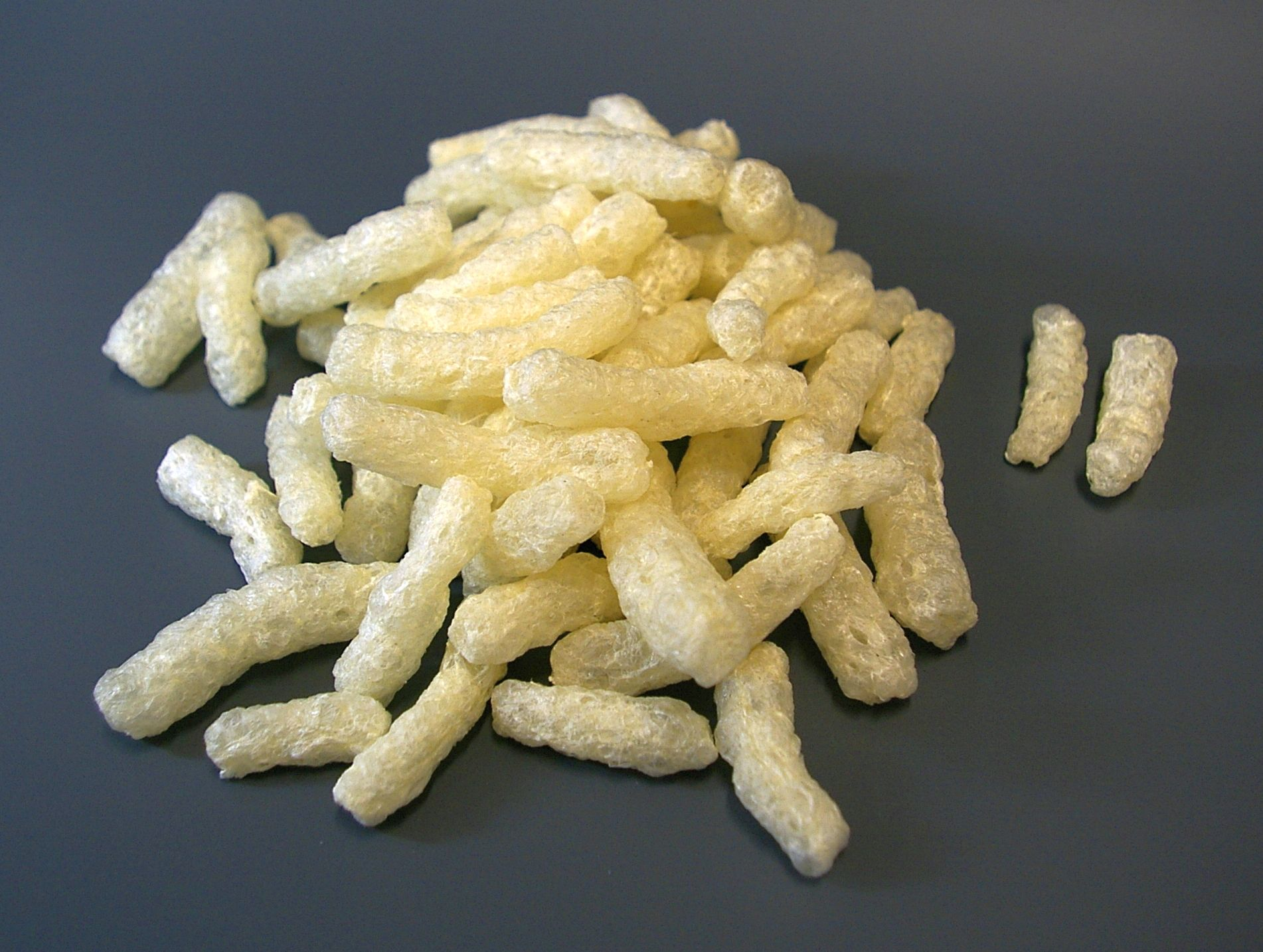
Verpackungschips aus thermoplastischer Stärke

Bei der Herstellung von bio-basierten Kunststoffen spielt Stärke eine Rolle. Die wichtigsten Biokunststoffe auf Stärkebasis sind extrudierte Thermoplastische Stärken (TPS) und Stärkeblends sowie Polymilchsäure (PLA). Alle weiteren Biokunststoffe wie Polyhydroxyalkanoate (PHA) machen zusammen weniger als 5 % aus.
Wichtig werden zudem international Kunststoffe, die traditionell petrochemisch hergestellt werden und für die heute Wege einer Herstellung auf biogener Basis bestehen. Dazu gehören vor allem Polyethylen (PE), Polyethylenterephthalat (PET), Polypropylen (PP) und zukünftig wahrscheinlich auch Polyvinylchlorid (PVC) und Polymethylmethacrylat (PMMA).
Während Thermoplastische Stärke, Stärkemischungen und stärkegefüllte Polyolefine eine direkte Nutzung von Stärke bzw. modifizierten Stärken darstellen, werden PHAs und PLA durch Fermentation produziert. Das Fermentationssubstrat kann dabei – wie oben dargestellt – auf unterschiedlichen Rohstoffen aufbauen. Dabei wird aktuell für die Herstellung von PLA vor allem Maisstärke genutzt (NatureWorks in den USA).

### Sonstige Anwendungen von Stärke

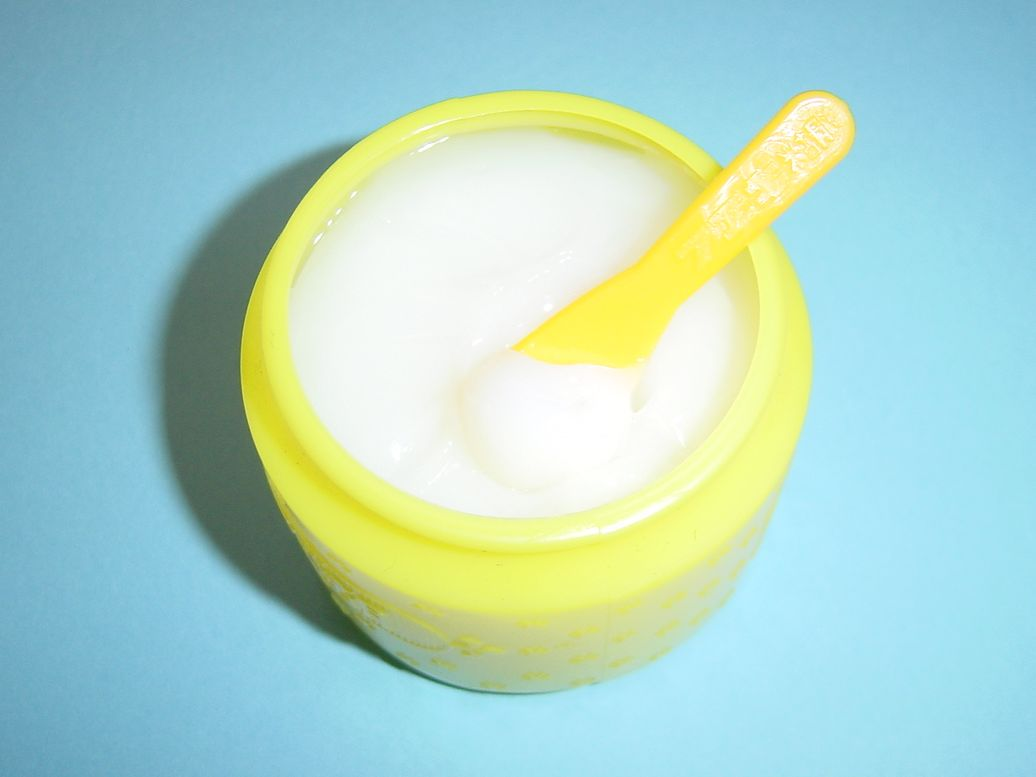
Stärkekleber

Neben den dargestellten Hauptverwendungen für Stärke gibt es eine Reihe weiterer Verwendungen, vor allem im Bereich der chemischen Industrie, bei der Herstellung von Kosmetikprodukten und Klebstoffen (Stärkekleister) sowie in der Textilindustrie in Form von Wäschestärke. Für diese Anwendungen wird Stärke gegenüber den oben dargestellten Nutzungen nur in vergleichsweise geringen Mengen eingesetzt.
In der Pharmazie verwendet man Stärke in der Tablettenherstellung, bei der sie als Füllstoff, Sprengmittel, Bindemittel und als Pudergrundlage dienen kann.
Sie dient darüber hinaus unter anderem zum Beizen von Baumwolle, zur Färbung mit Anilinfarben, zum Leimen von Papier, sowie zum Verdicken von Farben in der Zeugdruckerei. Im Offsetdruck wird ein Stärkepuder-Luftgemisch, häufig aus Mais, mittels Puderapparaten auf die frisch bedruckte Oberfläche aufgetragen. Das Puder wirkt als Abstandhalter zwischen den übereinandergestapelten Papierbogen und fördert wegen der mit eingeschlossenen Luft das oxidative Trocknen der Druckfarbe.